# 13857 Stafford
13857 Stafford è un asteroide della fascia principale. Scoperto nel 1999, presenta un'orbita caratterizzata da un semiasse maggiore pari a 2,6273697 UA e da un'eccentricità di 0,1569446, inclinata di 4,66307° rispetto all'eclittica.